# Frank Sedgman
Frank Allan Sedgman, né le 29 octobre 1927 à Mont Albert, une banlieue de Melbourne, est un joueur de tennis australien des années 1950.
Actif de 1945 à 1976, Sedgman a remporté quarante-neuf titres en simple messieurs, dont huit titres majeurs, incluant cinq titres du Grand Chelem et trois titres du Grand Chelem professionnel.
De 1949 à 1952, il a conquis vingt-deux titres du Grand Chelem en simple, double messieurs et double mixte en à peine quatre ans, soit seulement trois titres de moins que John Newcombe et six de moins que Roy Emerson, qui ont pour leur part joué sur des périodes plus longues.
Désigné no 1 mondial en 1951, il réalise le Grand Chelem de finales l'année suivante, en 1952, atteignant les finales de l'Open d'Australie et de Roland-Garros et s'imposant à Wimbledon et à l'US Open pour la seconde fois consécutive.
En 1951, il réalise le Grand Chelem calendaire en double messieurs avec son partenaire Ken McGregor, une performance alors inédite dans le tennis masculin. Lors de cette même saison, il réalise également le Petit Chelem en double mixte, un exploit qu'il rééditera l'année suivante.
Serveur-volleyeur athlétique, il était la force dominante dans les trois premières années de la domination australienne de la Coupe Davis dans laquelle ils ont remporté 15 victoires sur une période de 17 ans, de 1950 à 1967. Il conquiert d'ailleurs le saladier d'argent à trois reprises avec l'équipe d'Australie, en 1950, 1951 et 1952.
Dans le civil, il travaille pour une société vendant des articles de sport. Après trente années passées sur le circuit amateur et professionnel , il prend sa retraite en 1976, à l'âge de quarante-neuf ans. 
Frank Sedgman est membre du International Tennis Hall of Fame depuis 1979 .